# Ефа
Ефа (Echis) — рід отруйних змій родини гадюкових (Viperidae). Етимологія: грец. ἔχις — «змія, гадюка». Довжина тіла до 80 см. Луски з боків тулуба із зубчатими реберцями, які при згортанні змії в кільця видають характерний звук шарудіння. Рід містить 12 видів, поширений в пустелях Північної Африки, Південно-західної, Південної і Середньої Азії. Укус ефи може бути смертельним для тварин і людини. 

## Систематика
Станом на 2024 рік описано 12 видів:
- Echis borkini
- Echis carinatus
- Echis coloratus
- Echis hughesi
- Echis jogeri
- Echis khosatzkii
- Echis leucogaster
- Echis megalocephalus
- Echis ocellatus
- Echis omanensis
- Echis pyramidum
- Echis romani